# Скроботов, Илья Валентинович
Илья́ Валенти́нович Скро́ботов (род. 6 июля 2000, Санкт-Петербург) — российский футболист, защитник.

## Карьера

### «Зенит» Санкт-Петербург
Воспитанник СДЮШОР «Царское Село» (Пушкин), в которой занимался футболом с четырёх лет, полгода провёл в академии «Зенита». В юношеском возрасте перешёл в СДЮСШОР «Зенит», откуда и попал в ФК «Зенит». В молодёжном первенстве дебютировал в 2017 году в матче 4-го тура против «Спартака». В 2018 году Роберто Манчини взял его в основную команду, и 1 апреля в матче 24-го тура чемпионата России Скроботов дебютировал в основном составе в матче против «Уфы», выйдя на замену на 90-й минуте вместо Игоря Смольникова. 18 апреля, в своём втором матче в премьер-лиги — против московского «Динамо» (2:1) — вышел на замену на 88-й минуте и забил победный гол на третьей компенсированной минуте, став первым игроком 2000 года рождения, отличившимся в чемпионате России.
В 2019 году в матче за молодёжную сборную получил травму крестообразной связки, в августе перенёс операцию. Через год получил повторную травму, восстанавливался в течение года.

### «Ислочь»
В марте 2023 года футболист перешёл в белорусский клуб «Ислочь», подписав контракт до конца сезона. Дебютировал за клуб 18 марта 2023 года в матче против минского «Динамо». Футболист быстро смог закрепиться в основной команде белорусского клуба, став одним из ключевых игроков. Первым результативным действием за клуб футболист отличился 10 ноября 2023 года в матче против «Гомеля», отдав голевую передачу. Вместе с клубом завершил чемпионат на итоговом четвёртом месте. В середине января 2024 года покинул клуб по окончании срока действия контракта.
В январе 2024 года появилась информация, что к футболисту проявляет интерес ярославский «Шинник». В марте 2024 года сообщалось, что футболист может вернуться в «Ислочь» или стать игроком могилёвского «Днепра».

### «Амкал»
27 марта 2024 года стал игроком медийного клуба «Амкал». 19 апреля 2024 года в своём первом официальном матче в рамках 5-го сезона Медийной футбольной лиги вышел в стартовом составе против клуба «Чисто Питер».

## Международная карьера
Сыграл 16 матчей за сборную России U-17, забил 2 гола.